# Корелы (река)
Коре́лы — река в России, протекает по территории Уемского сельского поселения Приморского района Архангельской области.
Длина реки — 18 км. Впадает в протоку Северной Двины Уемлянку на территории музея деревянного зодчества Малые Корелы. Имеется левый приток — Уемлянка. В бассейн Корелы входит озеро Большое Вакозеро.